# Jasurbek Latipov
Jasurbek Latipov (* 15. September 1991 in Andijon) ist ein usbekischer Amateurboxer im Fliegengewicht.

## Boxkarriere
Er wurde 2008 Usbekischer Jugendmeister im Halbfliegengewicht sowie 2009 Usbekischer Meister im Halbfliegengewicht. Bei den 16. Asienspielen im November 2010 in Guangzhou, unterlag er im Achtelfinale dem dreifachen Weltmeister und zweifachen Olympiasieger Zhou Shiming aus China.
Sein bis dahin größter Erfolg war der Gewinn einer Bronzemedaille im Fliegengewicht, bei den 16. Weltmeisterschaften 2011 in Baku. Er hatte sich dabei in den Vorrunden gegen Samir Brahimi aus Algerien 17:4 und Ivan Figurenko aus Weißrussland 21:7 durchgesetzt und zog ins Achtelfinale ein, wo er den Schweden Salomo N’tuve 10:7 bezwang. Im anschließenden Viertelfinale gewann er gegen den Italiener Vincenzo Picardi 18:11, unterlag jedoch im Halbfinale Andrew Selby aus Wales 15:21.
Damit qualifizierte er sich automatisch für die Olympischen Sommerspiele 2012 in London. Zuvor gewann er noch den 39. Chemiepokal im deutschen Halle. Im Fliegengewicht startend, hatte er dabei Ronny Beblik aus Deutschland (17:14), Nordine Oubaali aus Frankreich (15:11) und Pürewdordschiin Serdamba aus der Mongolei (12:8) geschlagen. Bei den Olympischen Spielen in London, besiegte er den Ägypter Hesham Abdelaal 21:11, verlor jedoch anschließend gegen den späteren Silbermedaillengewinner Njambajaryn Tögstsogt aus der Mongolei 10:15.
2013 gewann er den usbekischen Nationencup und gewann eine Bronzemedaille bei der Sommer-Universiade in Kasan. Er startete zudem bei den Weltmeisterschaften im Oktober 2013 in Almaty, wo er die Silbermedaille im Bantamgewicht erkämpfte. Durch Siege gegen Hamza Touba aus Deutschland, Narek Abgarijan aus Armenien, Paddy Barnes aus Irland und Andrew Selby aus Wales zog er ins Finale ein, wo er dem Russen Michail Alojan knapp mit 2:1 Richterstimmen unterlag.
2017 gewann er die Asienmeisterschaften in Taschkent und qualifizierte sich damit für die Weltmeisterschaften 2017 in Hamburg. Dort erreichte er nach Siegen gegen Yankiel Rivera (5:0), Daniel Assenow (3:2), Ceiber Ávila (4:1) und Kim In-kyu (5:0) das Finale, wo er gegen Yosvany Veitía verlor und somit Vizeweltmeister wurde.
2018 gewann er die Asienspiele in Jakarta mit einem Finalsieg gegen Rogen Ladon.

## Ergebnisse weiterer internationaler Turniere (Auswahl)
- 2007: 7. Platz bei den Kadetten-Weltmeisterschaften in Baku
- 2008: 1. Platz beim Klitschko Brothers Youth Tournament in Schytomyr
- 2008: 5. Platz bei den Jugend-Weltmeisterschaften in Guadalajara
- 2009: 1. Platz beim Battle Of Stalingrad Youth Tournament in Wolgograd
- 2009: 1. Platz beim Galym Zharylgapov Tournament in Qaraghandy
- 2010: 2. Platz beim Strandja Tournament in Jambol
- 2010: 2. Platz beim Sidney Jackson Tournament in Taschkent
- 2010: 2. Platz beim Makar Mazay Tournament in Mariupol
- 2011: 3. Platz beim Great Silk Way Tournament in Baku
- 2011: 2. Platz beim Gagik Tsarukyan Tournament in Jerewan
- 2011: 3. Platz beim Governor Cup in Sankt Petersburg
- 2011: 3. Platz beim Shaheed Benazir Bhutto Tournament in Islamabad
- 2012: 1. Platz beim Pedro Saez Benedikto Tournament in Simferopol
- 2013: 2. Platz beim Nikolay Manger Tournament in Cherson
- 2013: 3. Platz beim Sidney Jackson Tournament in Taschkent
- 2014: 2. Platz beim Sidney Jackson Tournament in Taschkent
- 2014: 1. Platz beim Valentin Zolotarev Tournament in Andijon
- 2016: 3. Platz beim Duisenkul Shopokov Tournament in Bischkek
- 2017: 3. Platz beim Thailand Invitational Tournament in Bangkok